# Lepidopterella tangerina
Lepidopterella tangerina är en svampart som beskrevs av Raja & Shearer 2008. Lepidopterella tangerina ingår i släktet Lepidopterella och familjen Argynnaceae.   Inga underarter finns listade i Catalogue of Life.